# Amedeo Avogadro
Lorenzo Romano Amedeo Carlo Avogadro, conte di Quaregna e Cerreto (Torino, 9 agosto 1776 – Torino, 9 luglio 1856), è stato un fisico e chimico italiano.

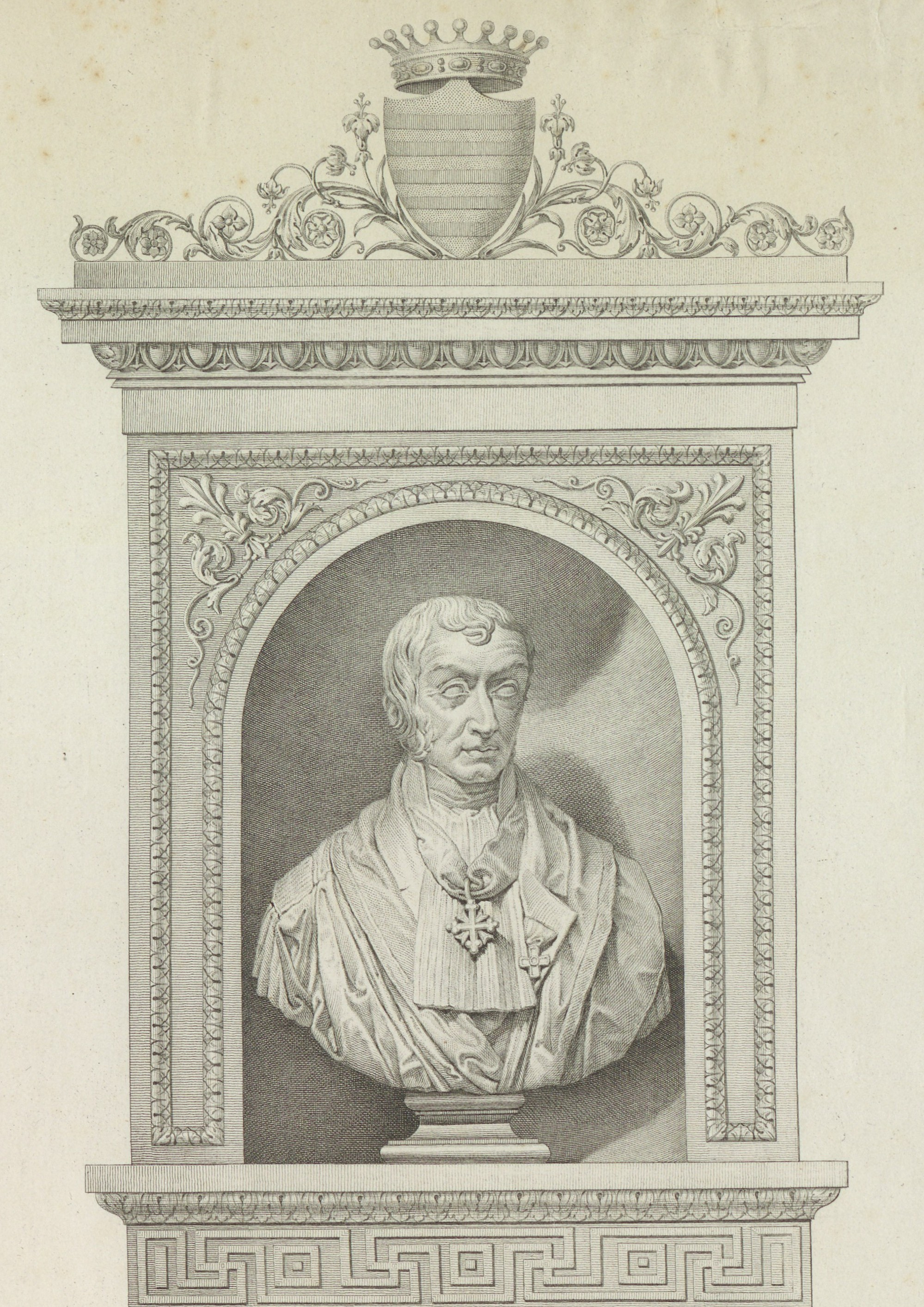
Disegno del busto di Amedeo Avogadro realizzato da Luigi Cauda e collocato nel loggiato del Rettorato dell'Università di Torino

È famoso soprattutto per i suoi contributi alla teoria molecolare, culminata nella legge conosciuta come legge di Avogadro del 1811 secondo la quale volumi uguali di gas diversi alla stessa temperatura e alla stessa pressione contengono lo stesso numero di particelle. In suo onore, il numero di particelle elementari (atomi, molecole, ioni o altre particelle) presenti in 1 mole di una sostanza, cioè 6,02214076×1023, è ora conosciuto come costante di Avogadro, ed è una delle sette costanti fondamentali del sistema internazionale di unità di misura.

## Biografia
Nacque nell'agosto 1776 in una famiglia di antica nobiltà piemontese, da Anna Vercellone di Biella e da Filippo Avogadro, conte di Quaregna e di Cerreto, il quale fu Senatore del Regno di Sardegna e alto magistrato.
Amedeo fu uno studente brillante; si laureò in Legge con una tesi sul diritto canonico a vent'anni, nel 1796, e iniziò a praticare la professione di avvocato. Ben presto, però, si dedicò allo studio della fisica e della matematica, le sue scienze preferite, e nel 1809 cominciò a insegnarle al collegio di Vercelli (dove la sua famiglia aveva dei possedimenti).
L'8 luglio 1804 divenne socio dell'Accademia delle scienze di Torino.
Durante la sua permanenza a Vercelli scrisse una memoria nella quale formulò un'ipotesi che viene oggi chiamata Legge di Avogadro e che si è abituati ad esprimere nella forma:
Spedì questa memoria al Journal de Physique, de Chimie et d'Histoire naturelle di De Lamétherie che la pubblicò nell'edizione del 14 luglio 1811 con il titolo Essai d'une manière de déterminer les masses relatives des molecules élémentaires des corps, et les proportions selon lesquelles elles entrent dans ces combinaisons.
La Legge di Avogadro implica che le relazioni tra i pesi di volumi identici di gas differenti (a parità di condizioni di temperatura e pressione), corrispondono alle relazioni tra i rispettivi pesi molecolari. Quindi, i pesi molecolari relativi possono essere calcolati dal peso dei gas.
Avogadro sviluppò questa ipotesi dopo che Joseph Louis Gay-Lussac aveva pubblicato la sua legge sui volumi (e i gas combinati) nel 1808 (la Prima legge di Gay-Lussac). La principale difficoltà che Avogadro dovette risolvere fu la grande confusione che regnava al tempo su atomi e molecole:  uno dei più importanti contributi del lavoro di Avogadro fu quello di distinguere gli uni dalle altre, ammettendo che anche particelle semplici potessero essere composte da molecole, e che queste ultime fossero composte da atomi. John Dalton, ad esempio, non considerava questa possibilità. Avogadro, in realtà, non usò la parola "atomo", in quanto i termini "atomo" e "molecola" erano usati in maniera quasi indistinta. Egli considerava l'esistenza di tre tipi di "molecole", comprese le "molecole elementari" (i nostri "atomi"). Oltre a ciò, diede una particolare attenzione alla definizione di massa, come distinta dal peso.
Con sospetto entusiasmo prese parte ai movimenti politici rivoluzionari del 1821 (contro il re di Sardegna), cosicché due anni dopo fu rimosso dalla sua posizione (o, secondo la dichiarazione ufficiale, l'università era «lieta di permettere a questo interessante scienziato, di prendere una pausa di riposo dai pesanti doveri dell'insegnamento, in modo da essere in grado di dare una migliore attenzione alle sue ricerche»). Quando la sua cattedra di Fisica Sublime all'Università di Torino fu ripristinata nel 1832, fu infatti affidata al celebre matematico Augustin-Louis Cauchy, che l'abbandonò circa un anno dopo. L'insegnamento fu così di nuovo assegnato ad Avogadro, il quale lo tenne fino al 1850.
Con il tempo, il suo isolamento politico fu gradualmente ridotto, in quanto le idee rivoluzionarie ricevevano una crescente attenzione da parte di casa Savoia, fino a quando, nel 1848, Carlo Alberto emise una costituzione moderna (lo Statuto Albertino). Ben prima di ciò (1833), a seguito della crescente attenzione per i suoi lavori, Avogadro fu richiamato all'Università di Torino, dove insegnò per altri venti anni. Morì nel 1856 e fu sepolto nel cimitero di Quaregna in provincia di Biella.
Avogadro occupò incarichi pubblici in statistica, meteorologia, e pesi e misure (introdusse il sistema metrico decimale in Piemonte) e fu membro del Reale Concilio Superiore sulla Pubblica Istruzione.

Frontespizio delle Mémoire

Nel 1814 pubblicò Mémoire sur les masses relatives des molécules des corps simples, ou densités présumées de leur gaz, et sur la constitution de quelques-uns de leur composés, pour servir de suite à l'Essai sur le même sujet, publié dans le Journal de Physique, juillet 1811, sulla densità dei gas.
Nel 1820 divenne professore all'Università di Torino; nel 1821 pubblicò un'altra memoria, Nouvelles considérations sur la théorie des proportions déterminées dans les combinaisons, et sur la détermination des masses des molécules des corps e poco dopo Mémoire sur la manière de ramener les composès organiques aux lois ordinaires des proportions déterminées.
Nel 1841 completò e pubblicò il suo lavoro in 4 volumi: Fisica dei corpi ponderabili, ossia Trattato della costituzione materiale de' corpi.
Nel 1911, in occasione del primo centenario della pubblicazione della memoria di Avogadro sulla costituzione molecolare dei gas, l'Accademia delle Scienze di Torino commissionò al chimico Icilio Guareschi la raccolta e l'organizzazione delle principali opere di Avogadro nel libro Opere Scelte di Amedeo Avogadro, pubblicato dalla Reale Accademia delle Scienze di Torino.

## Avogadro e i contemporanei
La comunità scientifica non riservò grande attenzione alle sue teorie e l'ipotesi di Avogadro non fu accettata immediatamente dopo l'annuncio. André-Marie Ampère fu in grado, tre anni dopo, di ottenere lo stesso risultato, con un altro metodo (nel suo Sur la détermination des proportions dans lesquelles les corps se combinent d'après le nombre et la disposition respective des molécules dont leurs particules intégrantes sont composées), ma lo stesso sguardo indifferente fu dato anche alle sue teorie.
Solamente con gli studi di Charles Frédéric Gerhardt, Auguste Laurent e Alexander Williamson sulla chimica organica fu possibile dimostrare che la Legge di Avogadro era indispensabile a spiegare perché pari quantità di molecole, portate allo stato di vapore, avessero lo stesso volume.
Sfortunatamente, durante l'esecuzione degli esperimenti correlati, alcune sostanze inorganiche mostrarono un'eccezione alla legge. La conclusione della diatriba fu finalmente annunciata al Congresso di Karlsruhe del 1860 (quattro anni dopo la morte di Avogadro), dove Stanislao Cannizzaro spiegò che queste eccezioni erano dovute alla dissociazione molecolare che occorreva a determinate temperature, e che la Legge di Avogadro poteva determinare non solo le masse molecolari, ma, come conseguenza, anche le masse atomiche.
Rudolf Clausius fu in grado, con la sua teoria cinetica dei gas, di dare un'altra conferma della Legge di Avogadro. Non molto dopo, nelle sue ricerche riguardanti le soluzioni diluite (e la conseguente scoperta delle analogie nel comportamento di soluzioni e gas), J. H. van 't Hoff aggiunse il suo consenso finale al trionfo dello scienziato italiano, che da allora è considerato il fondatore della teoria atomico-molecolare.
In onore dei contributi di Avogadro alla teoria delle moli e dei pesi molecolari, il numero di molecole in una mole è stato ribattezzato Costante di Avogadro.
Ad Amedeo Avogadro, dopo la seconda guerra mondiale, è stato intitolato l'Istituto Tecnico Industriale della Città di Torino, nonché uno dei più importanti in Italia, sito in corso San Maurizio 8, prima intitolato a Pierino Delpiano.
Porta il nome dell'illustre scienziato anche l'Università degli Studi del Piemonte Orientale, ubicata a Novara, Alessandria e Vercelli.

## Onorificenze
Ad Amedeo Avogadro sono stati dedicati l'asteroide 12294 Avogadro e il cratere Avogadro sulla Luna.
A lui è inoltre dedicata l'Università degli Studi del Piemonte Orientale "Amedeo Avogadro".

## Opere

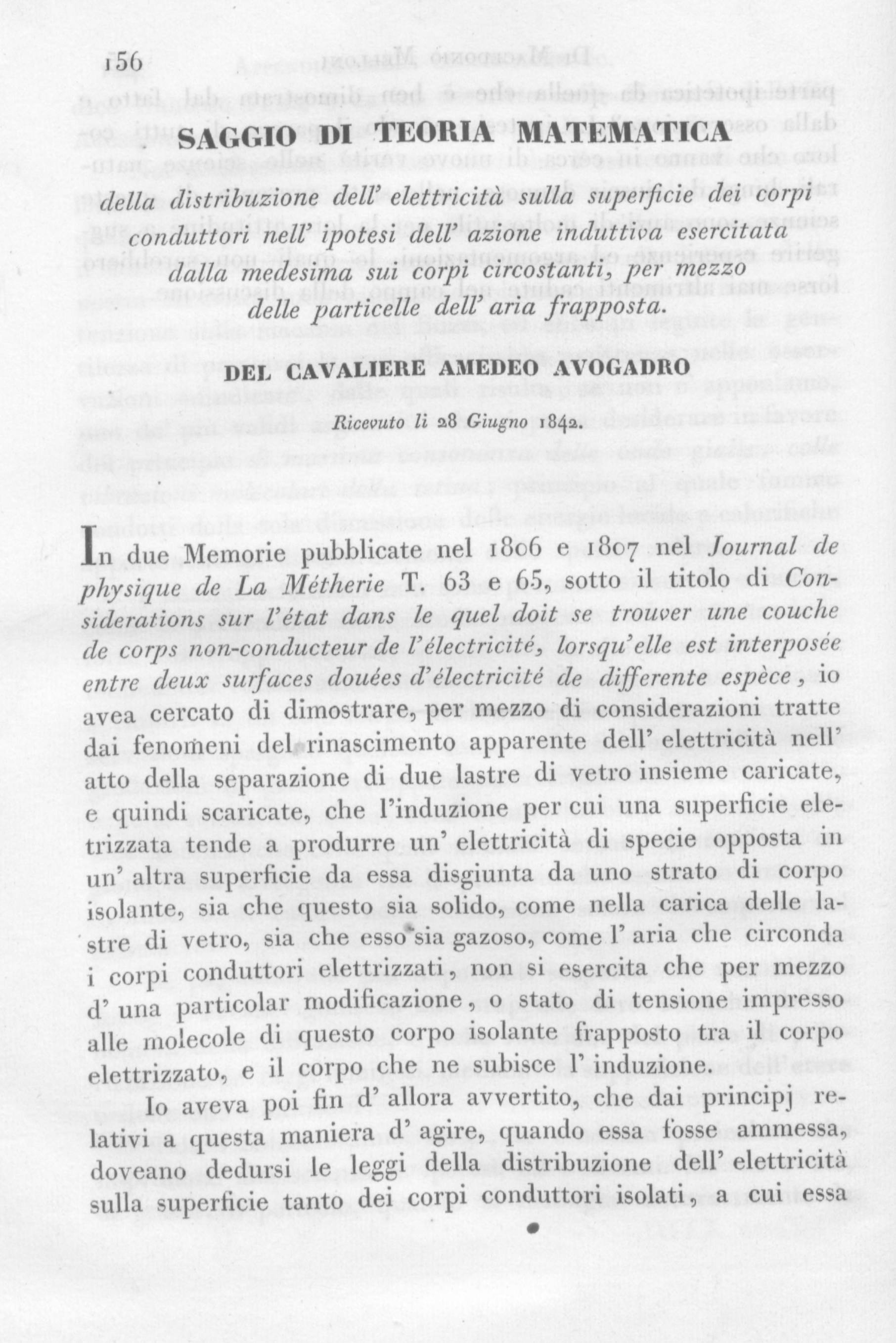
Saggio di teoria matematica della distribuzione dell'elettricità sulla superficie dei corpi conduttori, 1844

(elenco parziale)
- Considérations sur l’état dans lequel doit se trouver une couche d’un corps non-conducteur de l’électricité, lorsqu’elle est interposée entre deux surfaces douées d’électricités de differente espèce, 1806, «Journal de Physique», LXIII, pp. 450–462.
- Second mémoire sur l’électricité, ou suite des considérations sur l’état où se trouve une couche d’un corps isolateurs interposée entre deux surfaces douées d’électricités d'espèce contraire, 1807, «Journal de Physique», LXV, pp. 130–145.
- (FR) Réflexions sur la théorie électro-chimique de M. Berzelius, Paris, chez J. Klostermann fils, 1813.
- (FR)  Mémoire sur les masses relatives des molécules des corps simples, ou densités présumées de leur gaz, et sur la constitution de quelques-uns de leur composés, pour servir de suite à l'Essai sur le même sujet, publié dans le Journal de Physique, juillet 1811, 1814.
- Memoria sul calore specifico de' gaz composti paragonato a quello dei loro gaz componenti. Parte 1, Milano, presso Antonio Fortunato Stella, 1816.
- Memoria sul calore specifico de' gaz composti paragonato a quello dei loro gaz componenti. Parte 2, Milano, presso la Direzione del Giornale, 1817.
- Memoria sopra la relazione che esiste tra i calori specifici e i poteri refringenti delle sostanze gazose, Modena, presso la Società Tipografica, 1820.
- Memoria sulla determinazione delle quantità di calorico che si sviluppano nelle combinazioni per mezzo de' poteri refringenti de' componenti e de' composti, Modena, presso la Società Tipografica, 1820.
- (FR)  Nouvelles considérations sur la théorie des proportions déterminées dans les combinaisons, et sur la détermination des masses des molécules des corps, 1821.
- (FR)  Mémoire sur la manière de ramener les composès organiques aux lois ordinaires des proportions déterminées, 1821
- (FR) Mémoire sur les Chaleurs spécifiques des corps solides et liquides, Paris, Crochard, 1833.
- Nuove considerazioni sulle affinità de' corpi pel calorico, calcolate per mezzo de' loro calori specifici, e de' loro poteri refringenti allo stato gazoso, Modena, presso la Tipografia Camerale, 1833.
- (FR) Nouvelles recherches sur la chaleur spécifique des corps solides et liquides, Paris, Crochard, 1834.
- Fisica dei corpi ponderabili, ossia Trattato della costituzione materiale de' corpi, vol. 1-4, Torino, Stamperia Reale, 1837-1841.
- Memoria sui calori specifici de' corpi solidi e liquidi, Modena, dai tipi della R. D. Camera, circa 1838.
- (FR) Note sur la chaleur spécifique des différens corps, principalement a l'état gazeux, Genève, au bureau de la Bibliothèque Universelle, 1840.
- Proposizione d'un nuovo sistema di nomenclatura chimica, Modena, dai tipi della R. D. Camera, 1844.
- Saggio di teoria matematica della distribuzione dell'elettricità sulla superficie dei corpi conduttori, Modena, dai tipi della R. D. Camera, 1844.
- Sopra un sistema di nomenclatura chimica, Modena, dai tipi della R. D. Camera, 1848.
- Icilio Guareschi (a cura di), Opere Scelte di Amedeo Avogadro, Torino, Unione Tipografico-Editrice Torinese, 1911.